# جوناثان برايس
جوناثان برايس (بالإنجليزية: Jonathan Pryce)‏، (اسمه عند الولادة: جون برايس، وُلد في 1 يونيو في عام 1947)، وهو ممثل ويلزي حاصل على رتبة الإمبراطورية البريطانية بدرجة قائد. درس برايس في الأكاديمية الملكية للفنون المسرحية، ثم بدأ مسيرته المهنية بصفته ممثلًا مسرحيًا في أوائل سبعينيات القرن المنصرم. هيأته أدواره المسرحية –بما في ذلك أداءه لدور البطولة في مسرحية هاملت على مسرح البلاط الملكي الذي أكسبه عدة جوائز- لتأدية بعض الأدوار الثانوية في السينما والتلفزيون. اعتُبر دوره في فيلم تيري غيليام البرازيل (1985) بمثابة انطلاقة لأدواره على الشاشة. أشاد النقاد ببراعة برايس، الأمر الذي ساعده في التمثيل في أفلام ذات ميزانية كبيرة، بما في ذلك إيفيتا وتومورو تيفر دايز (الغد لا يموت) وبايرتس أوف ذا كاريبيان (قراصنة الكاريبي)، بالإضافة إلى ظهوره في بعض الأفلام المستقلة مثل غلينغاري غلين روس وذا أيج أوف إينوسنس (عصر البراءة) وكارينغتون وذا نيو ورلد (العالم الجديد) وذا وايف.
اعتُبرت مسيرة برايس المهنية المسرحية مثمرة أيضًا، إذ فاز بجائزتي توني، الأولى في عام 1977 عن ظهوره الأول على مسرح برودواي في الكوميديين، والثانية في عام 1991 عن دوره في المسرحية الموسيقية الآنسة سايغون حيث لعب دور مهندس. حل برايس ضيفًا في مسلسل شبكة إتش بي أو غايم أوف ثرونز (صراع العروش) في عام 2015 بدور هاي سبارو، قبل أن يصبح ممثلًا رئيسيًا في المسلسل في عام 2016. لعب برايس دور السير ستيورات ستراينج في عام 2017، وهو دور البطولة في مسلسل تابو. حصل برايس على أول ترشيح له لجائزة الأوسكار عن تمثيله لدور البابا فرنسيس في فيلم ذا تو بوبس (الباباوان).

## مسيرته المهنية

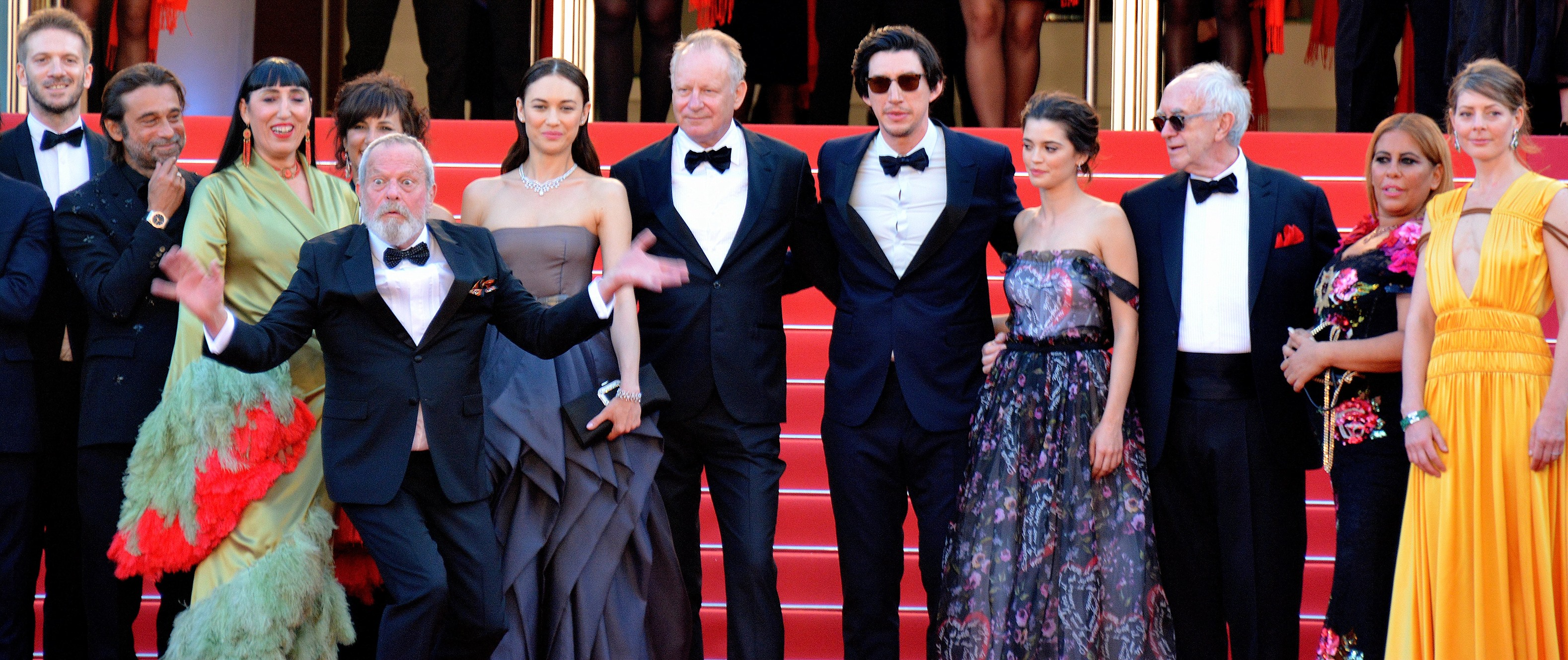
برايس مع آدم درايفر وستيلان سكارسجارد وتيري جيليام في العرض الأول لفيلم الرجل الذي قتل دون كيشوت في مهرجان كان السينمائي 2018

### سبعينيات القرن العشرين
نظر برايس إلى الأكاديمية الملكية للفنون المسرحية على أنها «تضيق الخناق» عليه، إذ أخبره معلمه هناك بأنه لا ينبغي أن يطمح لما هو أكثر من حصوله على الأدوار الشريرة في مسلسل زيد-كارز التلفزيوني. وعلى الرغم من ذلك، انضم برايس إلى مسرح إيفريمان في ليفربول بعد تخرجه ليصبح مديره الفني في نهاية المطاف، فضلًا عن حصوله على أدوار لصالح شركة شكسبير الملكية ومسرح نوتنغهام. ظهر برايس لأول مرة على الشاشة في دور ثانوي في حلقة «فاير أند بريمستون» من برنامج الخيال العلمي التلفزيوني دوم واتش في عام 1972، وذلك في محاولة منه للحصول على بطاقة جمعية حقوق الفنان. لعب برايس دور البطولة في فيلمين تلفزيونيين من إخراج ستيفن فريزر، وهما درافت أز إيه براش وبلاي ثينغز. انضم برايس بعد انتهاء عمله في مسرح إيفريمان إلى المخرج السير ريتشارد إير في مسرح نوتنغهام حيث لعب دور البطولة المكتوب له خصيصًا في مسرحية الكوميديين للكاتب المسرحي تريفور غريفيثز. انتقل إنتاج المسرحية إلى مسرح أولد فيك في لندن، وأعاد برايس تأدية الدور على مسرح برودواي في عام 1976 بالتعاون مع المخرج مايك نيكولز، وذلك في أداء أكسبه جائزة توني لعام 1977 لأفضل ممثل في مسرحية. ظهر برايس في أول دور سينمائي له في تلك الفترة، إذ لعب دور جوزيف ماناس في فيلم الدراما فوياج أوف ذا دامد جنبًا إلى جنب مع الممثلة الرئيسية فاي دوناواي. وعلى الرغم من ذلك، لم يتخل برايس عن المسرح، إذ ظهر في نسخة شركة شكسبير الملكية لمسرحية ترويض النمرة بدور بتروتشيو ومسرحية أنطونيو وكليوباترا بدور القيصر أوكتافيوس بين عامي 1978 و1979.

### ثمانينات القرن العشرين
لعب برايس دور البطولة في مسرحية هاملت على مسرح البلاط الملكي في عام 1980، وهو الدور الذي أكسبه جائزة أوليفييه وإشادة بعض النقاد الذين اعتبروه أكثر أداء مميز لدور هاملت في ذلك العصر. حصل برايس على دور زارنيووب في الحلقة الثانية عشر من السلسلة الإذاعية هيتشهايكرز غايد تو ذا غالكسي، وهو دور محوري على الرغم من أنه ثانوي. أعاد برايس تأديته لهذا الدور في مسلسل تابع لهذه السلسلة تحت عنوان كوينتيسينشل فيز في عام 2005. تشكك شخصية زارنيووب التي أداها برايس في «حاكم الكون»، وهو شخص ذاتوي وقع عليه الاختيار للحكم إما لكونه متلاعب بالفطرة ويمتلك حصانة ضد التلاعب أو بسبب أفكاره الفلسفية. ظهر برايس في فيلم بريكنغ غلاس في عام 1980، ولعب دور السيد دارك الشرير في فيلم سمثنغ ويكيد ذيس واي كومز (شيء ما شرير يأتي من هذا الطريق) في عام 1983، وهو فيلم مستوحى من رواية للكاتب راي برادبري تحمل الاسم ذاته. تكرر ظهور برايس على الشاشة السينمائية، إذ مثل في فيلم ذا بلاومانز لانش للكاتب ايان ماك ايوان وفيلم مارتن لوثر، هيريتك (كليهما في عام 1983)، لكن تمثلت انطلاقته في دور سام لوري في فيلم البرازيل (1985) للمخرج والكاتب تيري غيليام. ظهر برايس بعد ذلك في فيلم الإثارة التاريخي ذا دكتور أندر ذا ديفلز (في عام 1985 أيضًا)، وتلاه فيلم هانتد هانيمون (1986) للمخرج جين وايلدر. واصل برايس مسيرته المسرحية خلال تلك الفترة من حياته، إذ اكتسب شهرةً عن دوره في نسخة لندنية لمسرحية أنطون تشيخوف طائر النورس في أواخر عام 1985، التي لعب فيها دور الكاتب الناجح والمشكك بنفسه ترايغورن. لعب برايس دور البطولة في نسخة شركة شكسبير الملكية لمسرحية ماكبث بين عامي 1986 و1987، وذلك جنبًا إلى جنب مع الممثلة سنيد كوزاك التي لعبت دور ليدي ماكبث.
تعاون برايس مرةً أخرى مع غيليام في فيلم ذا أدفينشرز أوف بارون مونشاوزن (1988)، الذي لعب فيه دور «فخامة هوراشيو جاكسون». فشل الفيلم فشلًا ماليًا ذريعًا، إذ كلف الإنتاج أكثر من 40 مليون دولار بينما لم تتخط الميزانية الأصلية 23.5 مليون دولار. ظهر برايس في العام التالي في ثلاث من الحلقات الأولى للبرنامج الارتجالي هوز لاين إز إت إينيواي؟ جنبًا إلى جنب مع بول ميرتن وجون سيشنز ، ولعب دورًا آخر في مسرحية تشيخوف العم فانيا على مسرح فودفيل.

## الأعمال
- شيء ما شرير يأتي من هذا الطريق
- إيفيتا
- الغد لا يموت
- رونين
- لعنة اللؤلؤة السوداء
- العالم الجديد
- صندوق الرجل الميت
- في نهاية العالم
- كوماند أند كنكر: ريد أليرت 3
- قصص ما قبل النوم
- تابو

## وصلات خارجية
- جوناثان برايس على موقع IMDb (الإنجليزية)
- جوناثان برايس على موقع روتن توميتوز (الإنجليزية)
- جوناثان برايس على موقع مونزينجر (الألمانية)
- جوناثان برايس على موقع ألو سيني (الفرنسية)
- جوناثان برايس على موقع ميوزك برينز (الإنجليزية)
- جوناثان برايس على موقع تيرنر كلاسيك موفيز (الإنجليزية)
- جوناثان برايس على موقع أول موفي (الإنجليزية)
- جوناثان برايس على موقع بوكس أوفيس موجو (الإنجليزية)
- جوناثان برايس على موقع قاعدة بيانات برودواي على الإنترنت (الإنجليزية)
- جوناثان برايس على موقع قاعدة بيانات الأفلام السويدية (السويدية)